# Ceny Anděl
I Ceny Anděl sono dei premi musicali che si tengono annualmente in Repubblica Ceca a partire dal 1991 e sono organizzati in collaborazione con la ČNS IFPI.

## Categorie

### Categorie principali
- Solista dell'anno
- Gruppo dell'anno
- Rivelazione dell'anno
- Album dell'anno
- Composizione dell'anno
- Video musicale dell'anno
- Album slovacco dell'anno

### Categorie di genere
- Pubblicazione alternativa ed elettronica dell'anno
- Pubblicazione folk dell'anno
- Pubblicazione jazz dell'anno
- Pubblicazione di musica classica dell'anno
- Pubblicazione rap dell'anno
- Pubblicazione rock dell'anno

## Primati
| Artista         | Vittorie | Note  |
| --------------- | -------- | ----- |
| Lucie           | 15       | [ 2 ] |
| Lucie Bílá      | 15       | [ 2 ] |
| Dan Bárta       | 13       | [ 2 ] |
| Kryštof         | 13       | [ 2 ] |
| Buty            | 11       | [ 2 ] |
| Aneta Langerová | 10       | [ 2 ] |
| Monkey Business | 10       | [ 2 ] |
| Tata Bojs       | 8        | [ 2 ] |
| Vladimír Mišík  | 7        | [ 2 ] |
| Bratři Ebenové  | 6        | [ 2 ] |
| Lenka Dusilová  | 6        | [ 2 ] |
| Robert Křesťan  | 6        | [ 2 ] |
| Jaromír Honzák  | 5        | [ 2 ] |